# Włodzimierz Krzyżanowski
Włodzimierz Bonawentura Krzyżanowski (Wladimir Krzyzanowski) (8. juli 1824 – 31. januar 1887) var en polsk militær leder og general for Unionen i den amerikanske borgerkrig.

## Tidlige år
Krzyżanowski blev født i Rożnowo i Storhertugdømmet Posen, i en gammel adelig polsk familie som havde et vildsvinehoved i sit våbenskjold, og som havde rødder tilbage til det 14. århundrede ved ejerskab af landsbyen Krzyżanowo i nærheden af Kościan. Hans far og begge onkler kæmpede for polsk uafhængighed under under Napoleon, og hans bror kæmpede i den polske rejsning (1830). Han var fætter til Frédéric Chopin, hvis mødrende fødenavn var Krzyżanowski. Han deltog i den polske opstand i 1848 mod Preussen og flygtede fra Polen for at undgå at blive fængslet.
Han tog til Hamborg, og derfra sejlede han til New York City. Krzyżanowski arbejdede som civilingeniør og landmåler i Virginia og hjalp med til at bygge vestgående jernbaner.

## Borgerkrigen
I Washington D.C. meldte Krzyżanowski sig som frivillig med rang af menig to dage efter at præsident Abraham Lincoln bad om frivillige. Han rekrutterede et kompagni polske immigranter som blev et af de første kompagnier af Unionssoldater. Krzyżanowski flyttede derefter sit kompagni til New York og rekrutterede flere immigranter og blev snart oberst i det 58. New York Infanteri regiment, som stod opført i de officielle registre som "Den polske Legion.
Krzyżanowski deltog i slagene Cross Keys i Jacksons Shenandoah kampagne, Andet Bull Run, Chancellorsville, Gettysburg og Chattanooga. Ved Gettysburg den 1. juli 1863, blev hans mænd presset tilbage gennem byen, da XI Corps trak sig tilbage, men Krzyżanowski førte et modangreb den 2. juli på Cemetery Hill, som bidrog til at stabilisere den vaklende Unionslinie. Da XI Corps blev opløst, blev en stor del overført til XX Corps, mens Krzyżanowski fik kommandoen over Bridgeport, Alabama, hvor han skulle bevogte Nashville and Chattanooga Railroad, og senere over Stevenson, Alabama, alle kommandoer var indenfor Militærområdet Cumberland.
Præsident Lincoln forfremmede ham til midlertidig brigadegeneral den 2. marts 1865 – tidligere midlertidige forfremmelser til general i 1862 og 1863 var blevet afvist af Senatet.

## Efter krigen
Efter krigen fik Krzyżanowski tildelt regeringsopgaver i Alabama
Senere gjorde han tjeneste i adskillige Sydstater (Florida, Georgia og Virginia.) Han skal også have gjort tjeneste som den første amerikanske administrator i Alaska territoret, men det har ikke været muligt at få dette bekræftet eller afkræftet.Denne post var en belønning for hans indsats som personlig repræsentant for Udenrigsminister Seward under forhandlingerne om købet af Alaska.
Han gjorde tjeneste i finansministeriet og senere i toldvæsenet i Panama og New York.
Krzyżanowski døde i byen New York City. Den 13. oktober 1937, på 50 årsdagen for hans død blev hans jordiske rester overført fra Greenwood Cemetery i Brooklyn til Arlington National Cemetery med fuld militær æresbevisning. Præsident Franklin D. Roosevelt udsendte sin hyldest over ham til nationen over radionen og Polens præsident, Ignacy Mościcki, gjorde noget tilsvarende fra Warszawa.